# Bitva o Kollaa
Bitva o Kollaa je významné střetnutí zimní války, které se odehrálo v Ladožské Karélii. Finská 12. pěší divize v něm dokázala za cenu těžkých ztrát zastavit postup nejprve dvou a později čtyř divizí Rudé armády. Bitvu ukončil až konec války, nutno ale podotknout, že v dané chvíli už finská obrana kolabovala a další prodloužení bojů by patrně znamenalo zničení 12. divize a kolaps fronty v celé Ladožské Karélii.

## Předehra
Řeka Kollaa nebyla původně vybrána jako první „hlavní“ obranná pozice, ta byla vybudována východněji. Kollaa představovala pouze silnou rezervní pozici. Ovšem vpád 2 divizí Rudé armády zastihl finské jednotky v okamžiku, kdy ještě nebyly rozmístěny a připraveny na boj. Poté, co byly předsunuté posty smeteny a nepřítel vytvořil menší průlomy i v první hlavní linii, rozhodl se velitel 12. divize, že se stáhne za řeku Kollaa - dílem protože si nebyl jist, zda dokáže průlomy zlikvidovat bez nepřijatelných ztrát, dílem proto, že se domníval, že ústup do pustých oblastí ztlumí nepřátelskou údernou sílu.

## Plány stran

### Sovětský plán
Rudá armáda předpokládala, že díky mohutné početní převaze i lepší výzbroji prolomí finské pozice a bude moci pokračovat dále do nitra Ladožské Karélie. Tento průnik měl jistit sovětské jednotky operující jižněji a (pokud by byly méně úspěšné, než se předpokládalo) obchvátit jim vzdorující síly. Původně se nepředpokládaly vážnější problémy.

### Finský plán
Oblast původně představovala pouze silnou rezervní linii, s jejím využitím se ovšem počítalo, neboť plán finské obrany vůči předpokládané přesile nepřítele počítal s využitím zmnožených obranných postavení. Nutno ovšem říci, že na Kollaa došlo mnohem dříve, než bylo původně plánováno. Finské hlavní pozice se táhly podél jezera a řeky Kollaa až k Soutsenlampi a na křídlech je chránila neprostupná pustina tvořená pralesem, jezery a bažinami zasypanými sněhem, kde se vlastně nenacházely žádné vojensky využitelné cesty. Celkově se jednalo o velmi silnou obrannou pozici.

## Průběh bojů

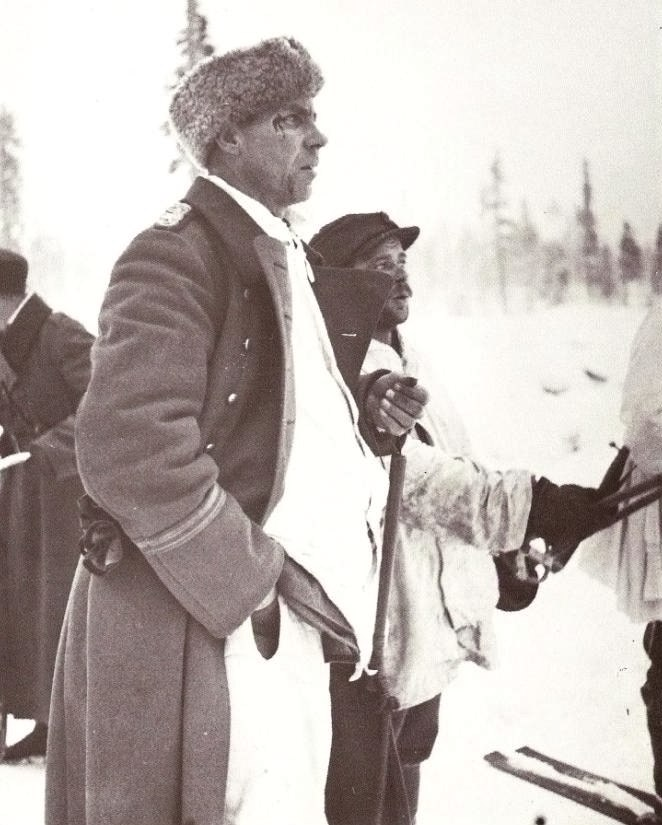
Aarne Juutilainen v průběhu bitvy

Finské jednotky se rozmístily převážně ve středu oblasti a pokryly nejdůležitější komunikace. Severní a jižní křídlo chránily vybrané lyžařské oddíly. Útok dvou sovětských divizí (56. a 164.) směřující na střední úsek obrany byl odražen a útočníci utrpěli vážné ztráty, taktéž se vedlo i jednotkám, které se poté pokusily obchvátit finské pozice severní a jižní pustinou. Ty totiž nedisponovaly lyžemi ani sněžnicemi a pro mnohem mobilnější Finy tak nepředstavovaly rovného soupeře už z tohoto důvodu. Ztráty Finů byly několikanásobně menší, leč je třeba pamatovat, že byly mnohem bolestnější, protože se prakticky nedaly nahradit.
Obě strany pak úvízly ve svých postaveních, Rudá armáda ale mohla doplňovat své stavy a přisunovat další jednotky a plánovala nový útok, pro který připravovalo cestu dlouhodobé ostřelování a bombardování finských postavení a komunikací. Naproti tomu 12. divize byla podstatně oslabena, když byla část jejích mužů odvelena na jih podpořit útočné akce 13. pěší divize.
Počátkem února na torzo dvanácté divize zaútočily 4 divize Rudé armády (k původním dvěma částečně doplněným se přidaly 75. a 128.) podporované tankovou brigádou. Sovětská strana posílila své dělostřelectvo a letecké jednotky nad oblastí, takže finské jednotky se díky absolutní vzdušné a dělostřelecké převaze nepřítele mohly přesouvat jen v noci a měly jen velmi omezené možnosti, jak uzavřít již jednou vzniklý průlom, kolem kterého se okamžitě zvedala neprostupná stěna přehradné palby. Sovětští ženisté začali budovat cesty skrz severní a jižní pustinu a zprovoznili Finy poškozené úseky železnice procházející středem oblasti, což jim umožnilo plynulý přísun munice a prakticky nepřetržitou dělostřeleckou palbu.

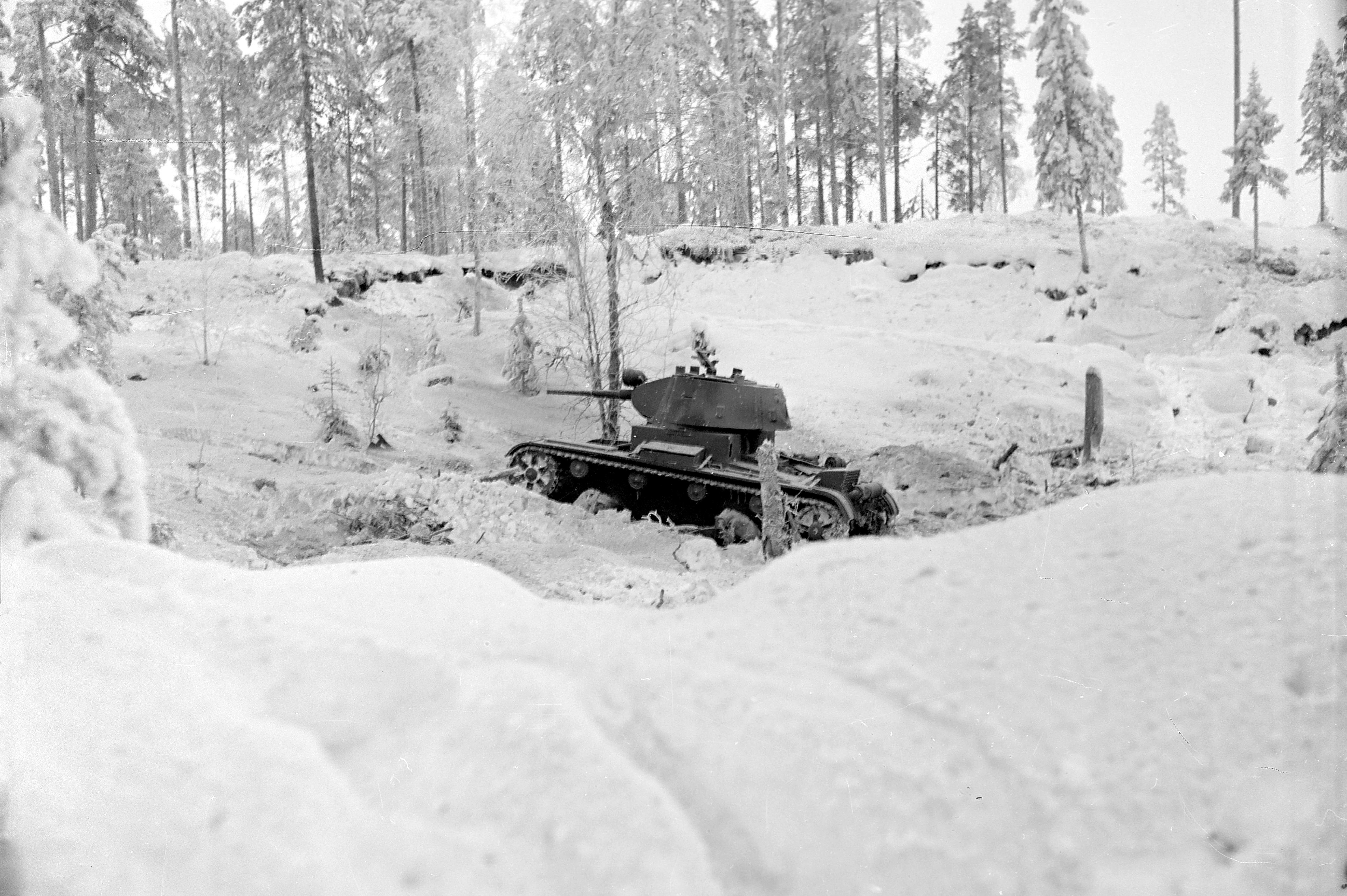
Sovětský tank T-26 u Kollaa

Ztráty 12. divize začaly prudce růst a docházela jí munice. Dostala sice nazpět své na jih odeslané jednotky i nějaké menší posily, ale její pozice se prudce zhoršovala zejména na křídlech. Koncem února sice dokázala přinutit k částečnému ústupu jednotky ohrožující ze severu a jihu její týl a velitelství v Loimole, avšak její pozice se brzy začaly hroutit pod novým náporem zejména na střední a jižní části fronty. Posily, které dostávala, byly tak malé, že nedokázaly ani nahradit padlé, navíc většinu z nich tvořili čerství odvedenci nebo přestárlí rezervisté, kteří neměli patřičné kvality (nezřídka se stávalo, že většina nováčků nepřežila své první nasazení).
Ke konci války už finská obrana kolabovala. 12. března byli Finové přinuceni opustit většinu postavení na řece Kollaa a jejich zoufalý protiútok z posledního dne bojů si vyžádal nasazení všech myslitelných rezerv, které se daly v Kollaa a jeho okolí najít. Je nemyslitelné, že by byli schopni v případě dalšího pokračování bojů údržet oblast pod kontrolou výrazně delší dobu.

## Zajímavosti

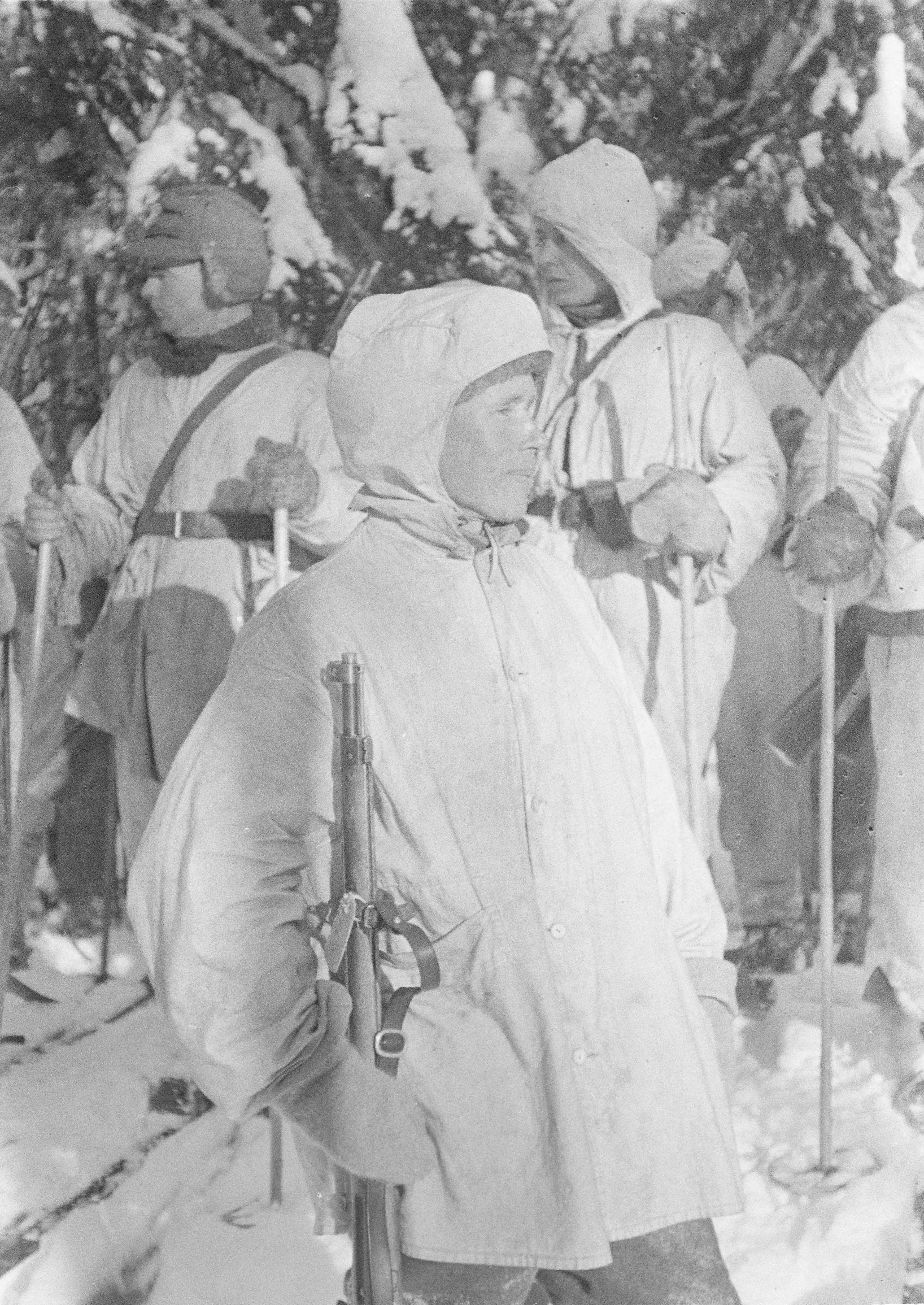
Simo Häyhä, král finských odstřelovačů.

V oblasti operoval v řadách 12. divize i nejúspěšnější finský odstřelovač a jeden z nejúspěšnějších odstřelovačů všech dob, Simo Häyhä.
V bitvě bojoval a padl nadějný finský režisér Nyrki Tapiovaara.
V průběhu bitvy Finové používali bojové heslo (pokřik) Kollaa kestää! (česky Kollaa udržíme!). Toto heslo bylo vytvořeno na základě rozhovoru mezi generálem Hägglundem a jedním z důstojníků 12. divize, poručíkem Juutilainenem. Na generálovu otázku „Udržíte Kollaa?“ (orig. Kestääkö Kollaa?) poručík Juutilainen, známý pro své předchozí působení ve francouzské Cizinecké legii jako Postrach Maroka, odpověděl: Ano, udržíme, pokud nám nerozkážete zdrhat. (orig. Kyllä kestää, ellei käsketä karkuun juoksemaan.).
Na téma bitvy vznikla hra Kollaa kestää či Kollaa Will Hold, hraná přes e-mail.
V Rautjärvi se nachází malé muzeum připomínající bitvu.